# Consejo Central de Exmusulmanes
El Consejo Central de Exmusulmanes (Zentralrat der Ex-Muslime) es una asociación alemana de personas no religiosas que han sido musulmanes o han nacido en un país islámico. Se fundó el 21 de enero de 2007 y cuenta con más de 100 miembros en Alemania.
Desde su fundación ha abierto sedes en Reino Unido, Países Bajos y Escandinavia.

## Fundación
El consejo fue fundado por 30 ex musulmanes entre los que se incluían mujeres activistas iraníes por los derechos de la mujer como Mina Ahadi, sentenciada a muerte en 1981 en su país natal, el publicista turco Arzu Toker o Nur Gabbari, hijo de clérigo musulmán iraquí